# Cican Stanković
Cican Stanković (Bijeljina, 4 novembre 1992) è un calciatore serbo naturalizzato austriaco, portiere svincolato.

## Statistiche

### Presenze e reti nei club
Statistiche aggiornate al 22 agosto 2023.
| Stagione          | Squadra           | Campionato        | Campionato | Campionato | Coppe nazionali | Coppe nazionali | Coppe nazionali | Coppe continentali | Coppe continentali | Coppe continentali | Altre coppe | Altre coppe | Altre coppe | Totale | Totale |
| Stagione          | Squadra           | Comp              | Pres       | Reti       | Comp            | Pres            | Reti            | Comp               | Pres               | Reti               | Comp        | Pres        | Reti        | Pres   | Reti   |
| ----------------- | ----------------- | ----------------- | ---------- | ---------- | --------------- | --------------- | --------------- | ------------------ | ------------------ | ------------------ | ----------- | ----------- | ----------- | ------ | ------ |
| 2015-2016         | Salisburgo        | BL                | 5          | -5         | CA              | 2               | -2              | UCL+UEL            | 2+0                | -3                 | -           | -           | -           | 9      | -9     |
| 2016-2017         | Salisburgo        | BL                | 2          | -2         | CA              | 6               | -4              | UCL+UEL            | 0+1                | 0                  | -           | -           | -           | 9      | -6     |
| 2017-2018         | Salisburgo        | BL                | 9          | -8         | CA              | 6               | -2              | UCL+UEL            | 1+2                | -0 + -1            | -           | -           | -           | 18     | -11    |
| 2018-2019         | Salisburgo        | BL                | 28         | -23        | CA              | 1               | -1              | UCL+UEL            | 4+0                | -2                 | -           | -           | -           | 33     | -26    |
| 2019-2020         | Salisburgo        | BL                | 27         | -28        | CA              | 5               | -2              | UCL+UEL            | 4+2                | -9 + -6            | -           | -           | -           | 38     | -45    |
| 2020-2021         | Salisburgo        | BL                | 29         | -31        | CA              | 6               | -2              | UCL+UEL            | 8+2                | -19 + -4           | -           | -           | -           | 45     | -56    |
| Totale Salisburgo | Totale Salisburgo | Totale Salisburgo | 100        | -97        |                 | 26              | -13             |                    | 26                 | -44                |             | -           | -           | 152    | -154   |
| 2021-2022         | AEK Atene         | SL                | 13+9       | -16 + -12  | CG              | 0               | 0               | UECL               | 1                  | 0                  | -           | -           | -           | 23     | -28    |
| 2022-2023         | AEK Atene         | SL                | 6          | -4         | CG              | 8               | -3              | -                  | -                  | -                  | -           | -           | -           | 14     | -7     |
| 2023-2024         | AEK Atene         | SL                | 0          | 0          | CG              | 0               | 0               | UCL                | 2                  | -3                 | -           | -           | -           | 2      | -3     |
| Totale AEK Atene  | Totale AEK Atene  | Totale AEK Atene  | 28         | -32        |                 | 8               | -3              |                    | 3                  | -3                 |             | -           | -           | 39     | -38    |
| Totale carriera   | Totale carriera   | Totale carriera   | 128        | -129       |                 | 34              | -16             |                    | 29                 | -47                |             | -           | -           | 191    | -192   |

### Cronologia presenze e reti in nazionale
| Cronologia completa delle presenze e delle reti in nazionale ― Austria | Cronologia completa delle presenze e delle reti in nazionale ― Austria | Cronologia completa delle presenze e delle reti in nazionale ― Austria | Cronologia completa delle presenze e delle reti in nazionale ― Austria | Cronologia completa delle presenze e delle reti in nazionale ― Austria | Cronologia completa delle presenze e delle reti in nazionale ― Austria | Cronologia completa delle presenze e delle reti in nazionale ― Austria | Cronologia completa delle presenze e delle reti in nazionale ― Austria |
| Data                                                                   | Città                                                                  | In casa                                                                | Risultato                                                              | Ospiti                                                                 | Competizione                                                           | Reti                                                                   | Note                                                                   |
| ---------------------------------------------------------------------- | ---------------------------------------------------------------------- | ---------------------------------------------------------------------- | ---------------------------------------------------------------------- | ---------------------------------------------------------------------- | ---------------------------------------------------------------------- | ---------------------------------------------------------------------- | ---------------------------------------------------------------------- |
| 6-9-2019                                                               | Wals-Siezenheim                                                        | Austria                                                                | 6 – 0                                                                  | Lettonia                                                               | Qual. Euro 2020                                                        | -                                                                      |                                                                        |
| 9-9-2019                                                               | Varsavia                                                               | Polonia                                                                | 0 – 0                                                                  | Austria                                                                | Qual. Euro 2020                                                        | -                                                                      |                                                                        |
| 10-10-2019                                                             | Vienna                                                                 | Austria                                                                | 3 – 1                                                                  | Israele                                                                | Qual. Euro 2020                                                        | -1                                                                     |                                                                        |
| 13-10-2019                                                             | Lubiana                                                                | Slovenia                                                               | 0 – 1                                                                  | Austria                                                                | Qual. Euro 2020                                                        | -                                                                      |                                                                        |
| Totale                                                                 |                                                                        | Presenze                                                               | 4                                                                      |                                                                        | Reti                                                                   | -1                                                                     |                                                                        |

## Palmarès
- Fußball-Regionalliga: 1

Horn: 2011-2012 (girone Est)
- Campionato austriaco: 5

Salisburgo: 2016-2017, 2017-2018, 2018-2019, 2019-2020, 2020-2021
- Coppa d'Austria: 4

Salisburgo: 2016-2017, 2018-2019, 2019-2020, 2020-2021
- Campionato greco: 1

AEK Atene: 2022-2023
- Coppa di Grecia: 1

AEK Atene: 2022-2023